# 654 (tal)
654 är det naturliga heltal som följer 653 och följs av 655.

## Matematiska egenskaper
- 654 är ett jämnt tal.
- 654 är ett sammansatt tal.
- 654 är ett ymnigt tal.
- 654 är ett Sfeniskt tal.
- 654 är ett Polygontal.
- 654 är ett Semiperfekt tal.

## Inom vetenskapen
- 654 Zelinda, en asteroid.